# H. Jon Benjamin
Henry Jon Benjamin (Worcester, 23 de maio de 1966), é um dublador estadunidense.